# El amor de Andrea
El amor de Andrea és una pel·lícula dramàtica hispano-mexicana del 2023 dirigida per Manuel Martín Cuenca d'un guió de Lola Mayo i Martín Cuenca.

## Argument
Rodada a Cadis, La trama segueix Andrea, de 15 anys, la més gran de tres germans, buscant tornar a connectar amb el seu pare després del divorci dels seus pares.

## Repartiment
- Lupe Mateo Barredo com Andrea[3]
- Fidel Sierra[3]
- Cayetano Rodríguez Anglada[3]
- Agustín Domínguez[3]
- Irka Lugo[3]
- Jesús Ortiz[3]
- Inés Amieva[3]
- Jose M. Verdulla Otero[3]

## Producció
La pel·lícula va ser escrita per Manuel Martín Cuenca al costat de Lola Mayo enlloc del coguionista habitual de Cuenca Alejandro Hernández. La pel·lícula va ser produïda per La Loma Blanca PC, Lazona, Nephilim i El Amor de Andrea Aie, juntament amb Alebrije Cine y Vídeo, amb la participació de RTVE i Canal Sur, amb participació de l'ICAA, el suport de l'Agencia Andaluza de Instituciones Culturales i la Diputació Provincial de Cadis. Fou rodada en la seva totalitat a la badia de Cadis. Les images d'arxiu foren rodades en ordre cronològic.

## Estrena
La pel·lícula es va estrenar al 68è Setmana Internacional de Cinema Valladolid el 23 d'octubre de 2023. Fou enviada a la competició oficial del Festival de Cinema Nits Negres de Tallinn (Pöff) per a la seva estrena internacional. Fou estrenada en sales a Espanya el 24 de novembre de 2023 per Filmax.

## Recepció
Philipp Engel de Cinemanía va classificar la pel·lícula amb 4 de 5 estrelles, descrivint -la com un "drama familiar espiritual amb aires atlàntics" en el veredicte.
Beatriz Martínez de Fotogramas va atorgar a la pel·lícula 4 de 5 estrelles, destacant el canvi de registre del director [de la seva filmografia anterior].
Sergi Sánchez de La Razón va classificar la pel·lícula amb 3½ de 5 estrelles, destacant com el seu distintiu la "sensibilitat naturalista" en retratar la vida d'una adolescent fent preguntes incòmodes.
Javier Ocaña d' El País va escriure que El amor de Andrea és tan austera que no és per casualitat que la pel·lícula sigui comparada per especialistes amb el cinema de Robert Bresson.

### Llistes Top ten
La pel·lícula va aparèixer en diverses llistes Top ten de crítics de les millors pel·lícules espanyoles del 2023:
- 10a — El Cultural (crítics)[14]

## Accolades
| Any  | Premi                                         | Categoria             | Nominat                                               | Resultat  | Ref    |
| ---- | --------------------------------------------- | --------------------- | ----------------------------------------------------- | --------- | ------ |
| 2023 | 27è Festival de Cinema Nits Negres de Tallinn | Millor director       | Manuel Martín Cuenca                                  | Guanyador | [ 15 ] |
| 2023 | 27è Festival de Cinema Nits Negres de Tallinn | Millor guió           | Manuel Martín Cuenca, Lola Mayo                       | Guanyador | [ 15 ] |
| 2024 | 3rs Premis Carmen                             | Millor director       | Manuel Martín Cuenca                                  | Pendent   | [ 16 ] |
| 2024 | 3rs Premis Carmen                             | Millor guió original  | Manuel Martín Cuenca, Lola Mayo                       | Pendent   | [ 16 ] |
| 2024 | 3rs Premis Carmen                             | Millor actriu novell  | Lupe Mateo Barredo                                    | Pendent   | [ 16 ] |
| 2024 | 3rs Premis Carmen                             | Millor so             | Daniel de Zayas                                       | Pendent   | [ 16 ] |
| 2024 | XXXVIII Premis Goya                           | Millor cançó original | "El amor de Andrea" de Vetusta Morla & Valeria Castro | Pendent   | [ 17 ] |